# 阿部忠吉
阿部忠吉（1570年—1624年2月29日）是日本戰國時代武將。德川家康、秀忠的旗本。江戶幕府的大番頭。父親是阿部正勝。

## 生平
在元龜元年（1570年）出生，家中次男。天正14年（1586年），因為與父親正勝有親交的大須賀康高請求，於是成為康高的女婿，並居住在康高的所領遠江國横須賀城。天正18年（1590年），在小田原征伐中以康高部將身份出陣，得到2個首級而立下軍功，不過被鐵砲擊傷。慶長4年（1599年），得到1千5百石並成為御徒頭（一説是在慶長5年（1600年）從兄長正次的下總國所領中分得1千3百石）。從慶長19年（1614年）開始的大坂之陣中，2次亦有從軍，特別在夏之陣中於岡山表與小幡景憲一同擊破敵陣而立下軍功。元和2年（1616年），在德川家康死去後，前往江戶並仕於德川秀忠，翌年（1617年），家康改葬日光山之際擔任奉行，此後加增5千石並成為大番頭。在元和10年1月11日（1624年2月29日）死去。享年54歲。